# La Neuvelle-lès-Lure
La Neuvelle-lès-Lure is een gemeente in het Franse departement Haute-Saône (regio Bourgogne-Franche-Comté) en telt 336 inwoners (2011). De plaats maakt deel uit van het arrondissement Lure.

## Geografie
De oppervlakte van La Neuvelle-lès-Lure bedraagt 4,9 km², de bevolkingsdichtheid is 68,6 inwoners per km².
De onderstaande kaart toont de ligging van La Neuvelle-lès-Lure met de belangrijkste infrastructuur en aangrenzende gemeenten.

## Demografie
Onderstaande figuur toont het verloop van het inwonertal (bron: INSEE-tellingen).